# Ԓ (слово ћирилице)
Ԓ ԓ (искошено: Ԓ ԓ) је слово ћириличног писма. Његов облик је изведен од ћириличног слова Л додавањем кукице на доњи део десне ноге.
Користи се код Чукота, а у неким публикацијама и код Ителмена и Ханта. У сва три ова језика, представља безвучни алвеоларни латерални фрикатив , као што је изговор ⟨ll⟩ у велшком језику.
Ԓ ԓ је званично додат у чукотску азбуку крајем 1980-их. Слово је први пут коришћено у приручнику чукотског језика који је објављен 1996. године (Ԓыгъоравэтԓьэн йиԓыйиԓ), замењујући ћирилично слово Л како би се смањила забуна због различитог изговора руског слова истог облика.
Ԓ ԓ је деветнаесто слово језика Ителмен, уведено са новом ћирилицом током 1984–1988. У неким публикацијама, замењен је са Ԯ ԯ.
Ԓ ԓ се користи у хантијском од 1990. године. Ԓ ԓ и Ԯ ԯ се сматрају варијантама истог слова у хантијском језику; њихова употреба зависи од одређеног издавача.

## Рачунарски кодови
| Знак                      | Ԓ                                    | Ԓ                                    | ԓ                                  | ԓ                                  |
| ------------------------- | ------------------------------------ | ------------------------------------ | ---------------------------------- | ---------------------------------- |
| Назив у Уникоду           | CYRILLIC CAPITAL LETTER EL WITH HOOK | CYRILLIC CAPITAL LETTER EL WITH HOOK | CYRILLIC SMALL LETTER EL WITH HOOK | CYRILLIC SMALL LETTER EL WITH HOOK |
| Врста кодирања            | децимална                            | хексадецимална                       | децимална                          | хексадецимална                     |
| Уникод                    | 1298                                 | U+0512                               | 1299                               | U+0513                             |
| UTF-8                     | 212 146                              | D4 92                                | 212 147                            | D4 93                              |
| Нумеричка референца знака | &#1298;                              | &#x512;                              | &#1299;                            | &#x513;                            |

## Варијантне форме
Слово има два варијантна облика: оригинални где је кукица попут малог зареза, и други где је кукица приметно вири испод основне линије.

## Слична слова
- Ԯ ԯ : Ћирилично слово Л са силазним словом
- Ӆ ӆ : Ћирилично слово Л са репом
- Ԡ ԡ : Ћирилично слово Л са кукицом у средини